# 데이비드 보쉬
데이비드 제코부스 보쉬(David Jacobus Bosch, 1929년 12월 13일~1992년 4월 15일)는 남아프리카공화국의 영향력있는 선교학자이며 "변화하고 있는 선교"라는 그의 책(Transforming Mission: Paradigm Shifts in Theology of Mission, 1991) - 후기 식민지 크리스챤 선교에 관한 작품 - 으로 잘 알려진 신학자이다.
2013년 4월 27일 사후에 남아프리카 공화국의 대통령으로부터 바오밥 상을 받았다. 상의 근거는 평등을 위한 이타적 투쟁, 공동체 발전을 위한 그의 헌신이었다. 그렇게 실천함으로써 그는 자기 문화의 주된 흐름에 대항하여 비 인종적 가치의 삶을 살았다. 프리토리아 대학교를 졸업한 후에 바젤 대학교의 오스카 쿨만아래 신약성서 분야에서 박사학위를 받았다. 프리토리아에 있는 남아공화국 대학교(UNISA)의 교수였으나 교통사고로 죽었다.

## 변화하고 있는 선교
1991년에 출판된 이 책은 한스 큉에 의해서 선교 파라다임 이론을 이식하는 최초의 책으로 평가를 받고, 레슬리 뉴비긴 13세기 토마스 아퀴나스의 신학 대전(수마 테오로게)와 같은 일종의 선교학 수마로 선교의 새표준으로 말하였다.
구약성서에 나타난 선교 원리를 연구해 마태복음과 누가복음, 그리고 사도행전과 연관된 차별성을 보여주었다. 교회사적 연구를 통하여 동방교회와 중세 가톨릭 교회의 선교 패러다임, 종교개혁의 선교, 계몽주의의 영향을 받은 선교 등 그동안 교회사 속에서 진행돼 온 선교학의 새로운 패러다임 변화를 강조했다. 즉 그의 연구는 선교의 새로운 파라다임을 교회사를 통해서 볼뿐만 아니라 신약성서안에서 역동적으로 보여주었다. 후기 현대주의와 에큐메니칼의 모습을 새로운 선교 파라다임으로 보여주었다.
저자는 먼저 전 세계 교회가 당면한 선교의 위기를 말하는데 위기 속에 있는 교회가 기회와 대면하라고 강조한다. 복음전파의 어려움에 대한 그의 진단은 다음과 같다.
- 현대 과학기술의 발달로 인한 세속화 과정과 신앙 약화,
- 서구에서의 급속한 탈기독교화,
- 과거 제국주의적 선교를 추구해 왔던 전통 때문에 제3세계에서 겪고 있는 서구 선교사들의 한계,
- 기독교는 부자들의 종교라는 인식

회복과 변화를 강조한 보쉬는 이러한 위기를 타개하기 위해 복음이 아닌 개인주의와 서구의 가치들을 일방적으로 전파하는 선교 형태를 버리고 사람들 가운데 존재하는 예수 그리스도의 교회를 회복을 주장한다. 그에게 참다운 선교란 기독교 신앙의 본질적 차원인데, 특별히 진정한 선교 목적이란 복음전파만 하는 것이 아니라 선교하는 모든 주변 현실을 변화시키는 것이라고 정의한다. 이것이 변화하고 있는 선교이다.
이렇게 신구약 성경과 교회 역사를 통틀어 변화하는 선교 파라다임을 선교하는 교회는 다차원적 접근을 해야 한다고 결론을 짓는다. 선교는 복음의 증거뿐 아니라 주변을 변화시키는 사역 즉 참된 봉사와 정의(justice), 치료, 화해, 평화, 교제, 그리고 주변의 상황 등 다면적인 사역으로 제시한다. 그는 선교의 다양한 의미와 방법을 신약에서 묘사된 6가지 주된 구원 사건들의 관점으로 보는데 다음과 같다.
- 그리스도의 성육신
- 그의 십자가상의 죽음
- 예수의 부활
- 승천
- 오순절 성령 강림
- 재림

## 같이 보기
- 미시오 데이

## 작품
- 《Witness To The World: The Christian Mission in Theological Perspective》. Wipf and Stock Publishers. 2006. ISBN 978-1-59752-979-2.
- 《Transforming Mission: Paradigm Shifts in Theology of Mission》. Orbis Books. 1991. ISBN 978-1-60833-146-8.
- 《Believing in the Future: Toward a Missiology of Western Culture》. Gracewing Publishing. 1995. ISBN 978-0-85244-333-0. (published by his wife after his death)
- 《A Spirituality of the Road》. Wipf and Stock Publishers. 2001. ISBN 978-1-57910-795-6.
- 《Jesus, die lydende Messias, en ons sendingmotief》 [Jesus, the Suffering Messiah, and our Missionary Motive] (아프리칸스어). N.G. Sendingpers. 1961.